# Donald Kroodsma

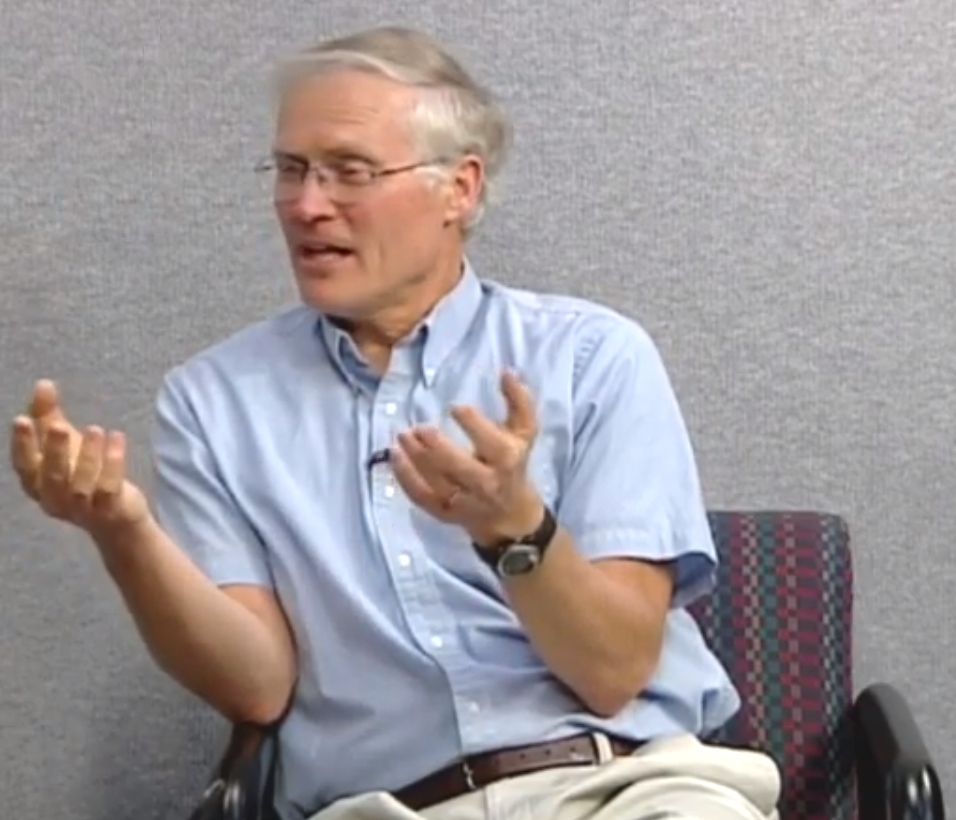
Donald Kroodsma (2006)

Donald Eugene Kroodsma (* 7. Juli 1946 in Zeeland, Michigan) ist ein US-amerikanischer Autor und Ornithologe. Er gehört zu den weltweit führenden Experten auf dem Gebiet des Vogelgesangs.

## Leben
Kroodsma erhielt 1968 seinen Bachelor of Science vom Hope College in Holland, Michigan. 1972 wurde er mit der Dissertation Singing behavior of the Bewick’s Wren: development, dialects, population structure, and geographical variation unter der Leitung von John A. Wiens zum Ph.D. an der Oregon State University promoviert. Kroodsma war von 1972 bis 1974 Postdoc und von 1974 bis 1980 Assistenzprofessor an der Rockefeller University. Er war von 1980 bis 1987 außerordentlicher Professor und von 1987 bis 2003 ordentlicher Professor an der University of Massachusetts Amherst. Seit 2004 ist er Professor emeritus.
Seine Forschung befasst sich mit dem Stimmverhalten von Vögeln, einschließlich der neuronalen Kontrolle, Evolution, Ontogenese und Ökologie. Er war von 1996 bis 2003 Mitherausgeber der Enzyklopädie Birds of North America und von 1998 bis 2002 der Zeitschrift The Auk.

## Auszeichnungen
- 2003 – Elliott Coues Award der American Ornithologists’ Union für die „Anerkennung als führende Autorität auf dem Gebiet der Biologie des Stimmverhaltens von Vögeln.“
- 2006 – John-Burroughs-Medaille für naturkundliches Schreiben, für das Buch The Singing Life of Birds
- 2006 – Robert Ridgway Award von der American Birding Association „für herausragende Publikationen im Bereich der Feldornithologie“
- 2014 – Margaret Morse Nice Medal von der Wilson Ornithological Society

## Schriften (Auswahl)
- Donald E. Kroodsma, Edward H. Miller, Henri Ouellet: Acoustic communication in birds. Academic Press, New York 1982, ISBN 0-12-426801-3.
- Donald E. Kroodsma, Edward H. Miller, Henri Ouellet: Acoustic communication in birds. Volume 2, Song learning and its consequences. New York 1982, ISBN 978-0-08-092417-5.
- Donald E. Kroodsma, Edward H. Miller: Ecology and Evolution of Acoustic Communication in Birds. Cornell University Press, 1996, ISBN 978-1-5017-3695-7, doi:10.7591/9781501736957.
- Donald E. Kroodsma: The singing life of birds : the art and science of listening to birdsong. Houghton Mifflin, Boston 2005, ISBN 0-618-40568-2.
- Donald E. Kroodsma: The backyard birdsong guide : eastern and central North America : a guide to listening. San Francisco 2008, ISBN 978-0-8118-6342-1.
- Donald E. Kroodsma: The backyard birdsong guide : western North America : a guide to listening. Chronicle Books, San Francisco 2008, ISBN 978-0-8118-6397-1.
- Donald E. Kroodsma: Birdsong by the seasons : a year of listening to birds. Houghton Mifflin Harcourt, Boston [Mass.] 2009, ISBN 978-0-618-75336-9.
- Donald Kroodsma: Listening to a continent sing : birdsong by bicycle from the Atlantic to the Pacific. Princeton, New Jersey 2016, ISBN 978-1-4008-8032-4.